# Бердичівський пивоварний завод
ТОВ «Бердичівський пивоварний завод» — підприємство харчової промисловості України, зайняте у сфері виробництва та збуту продукції броварства. Розташоване у місті Бердичеві Житомирської області.

## Історія

### Заснування
Перші згадки про броварське виробництво у Бердичеві, який на той час входив до Волинської губернії, датуються 1798 роком.
Історія ж броварного виробництва на вулиці Білопільській (нині вул. Європейська) бере свій початок у 1861 році, коли чеській колоніст Станіслав Емануїлович Чеп придбав на ній ділянку землі та збудував пивоварний завод, до складу якого увійшли виробничі цехи та артезіанська свердловина. Броварня стала четвертим підприємством цього профілю у місті.

### Радянський період
Значне розширення виробничих потужностей на пивоварному заводі відбулося ще за довоєнних п'ятирічок. У 1962 році на базі підприємства збудовано перший у СРСР цех хмелевих екстрактів потужністю 160—180 т на рік. За впровадження хмелевих екстрактів та застосування їх у виробництві у 1975 році Бердичівському пивзаводу було надано статус «експериментального».

### Після 1991 року
З початком процесу роздержавлення Бердичівський пивзавод було реорганізовано в орендне підприємство, а 1 березня 1995 року підприємство було приватизоване з утворенням на його базі відкритого акціонерного товариства. З метою підвищення якості та збільшення обсягів виробництва на підприємстві проведено низку реконструкцій. Збут орієнтований у першу чергу на регіональний ринок Житомирщини. Продукція ТОВ «Бердичівський пивоварний завод» позиціонується як «живе» пиво, в маркетингових матеріалах підкреслюється, що жоден з сортів броварні не містить консервантів. Утім, як зазначає українська пивна експертка та сертифікована суддя Лана Світанкова, «у середовищі крафтових пивоварів та експертів пивоварного ринку вислів „живе пиво“ давно вважається дурним тоном».
4 вересня 2021 року з нагоди 160-річчя заводу пройшло Свято пива з насиченою розважальною програмою.

## Асортимент продукції
- «Бердичівське Класичне» — Густина 10,9 %. Алк. об. не менше 3,5 %.
- «Бердичівське Хмільне» — Густина 11,0 %. Алк. об. не менше 3,7 %.
- «Бердичівське Жигулівське» — Густина 11,0 %. Алк.об. не менше 3,7 %.
- «Бердичівське Лагер» — Густина 11,2 %. Алк. об. не менше 3,8 %. Виробляється з 2008 року.
- «Бердичівське Кармеліт» — Густина 11,5 %. Алк. об. не менше 4,3 %.
- «Бердичівське Пшеничне» — Густина 12,0%. Виробляєтся з 2009 року.
- «Бердичівське Пшеничне Gold» — Густина 12%, Алк.об. не менше 4,9%.
- «Бердичівське Преміум» — Густина 12,0 %. Алк. об. не менше 4,3 %.
- «Бердичівське Старий Бердичів» — Густина 13,0 %. Алк. об. не менше 4,7 %.
- «Бердичівське Ювілейне» — Густина 13,5 % Алк. об не менше 4,8 %. Виробляєтся з 2011 року.
- «Бердичівське Оригінальне» — Густина 14,0 % Алк. об не менше 4,8 %
- «Бердичівське Вечірній Бульвар» Темне — Густина 14,0 %. Алк. об. не менше 3,7 %. Виробляєтся з 2009 року.
- «Бердичівське Леон» — Густина 15,5% . Алк. об. не менше 6,5 %.

## Галерея пива

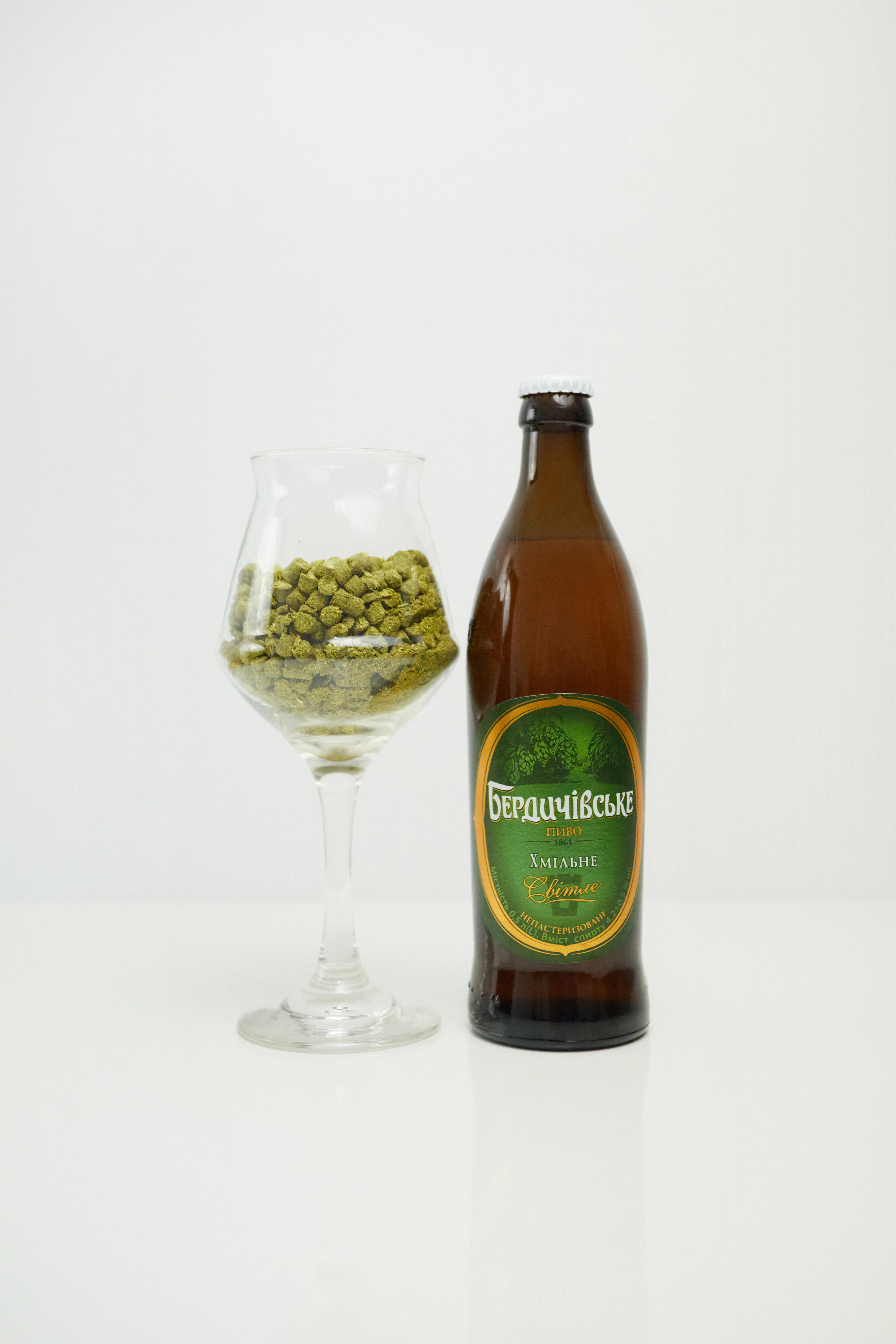
«Бердичівське Хмільне»
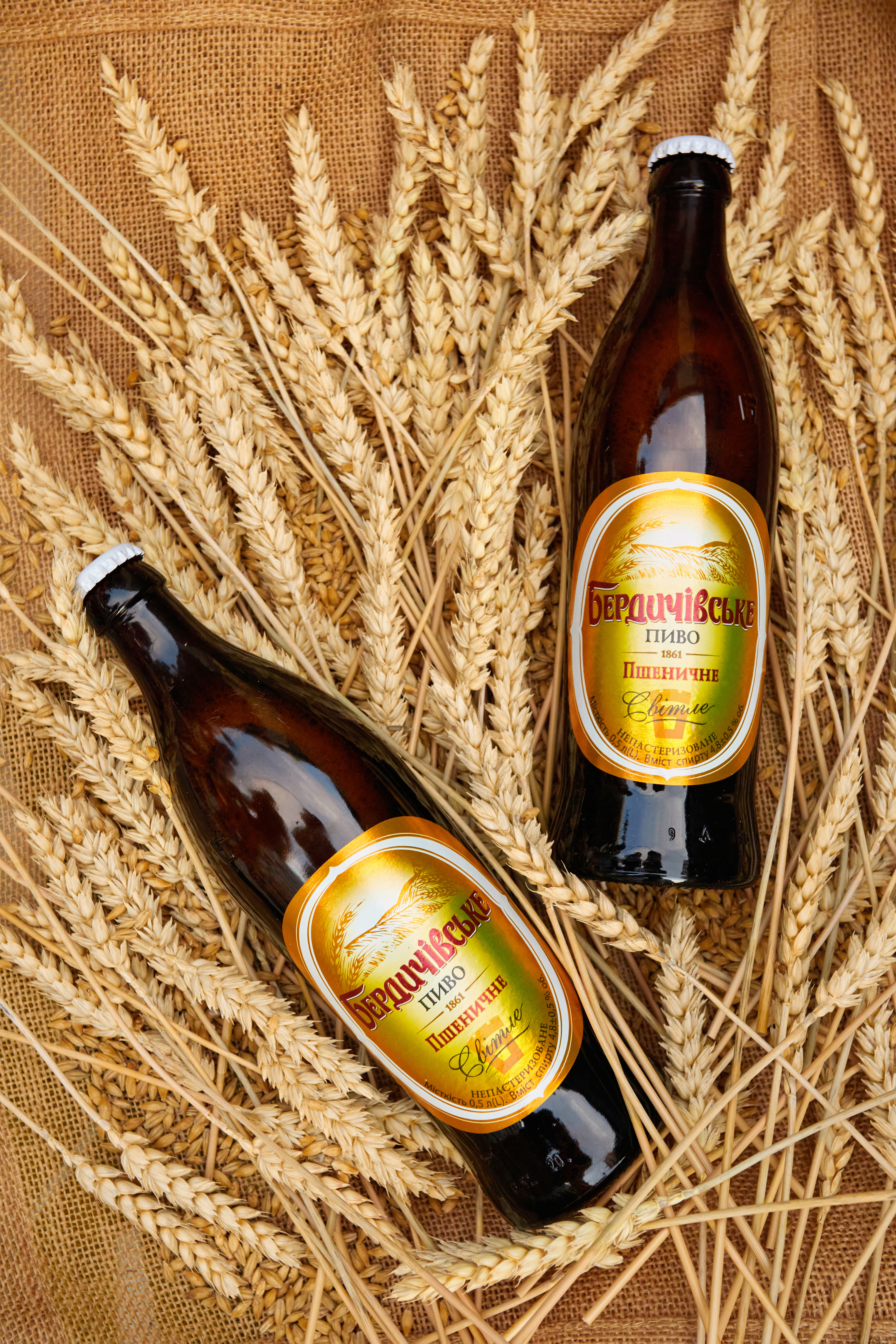
«Бердичівське Пшеничне»
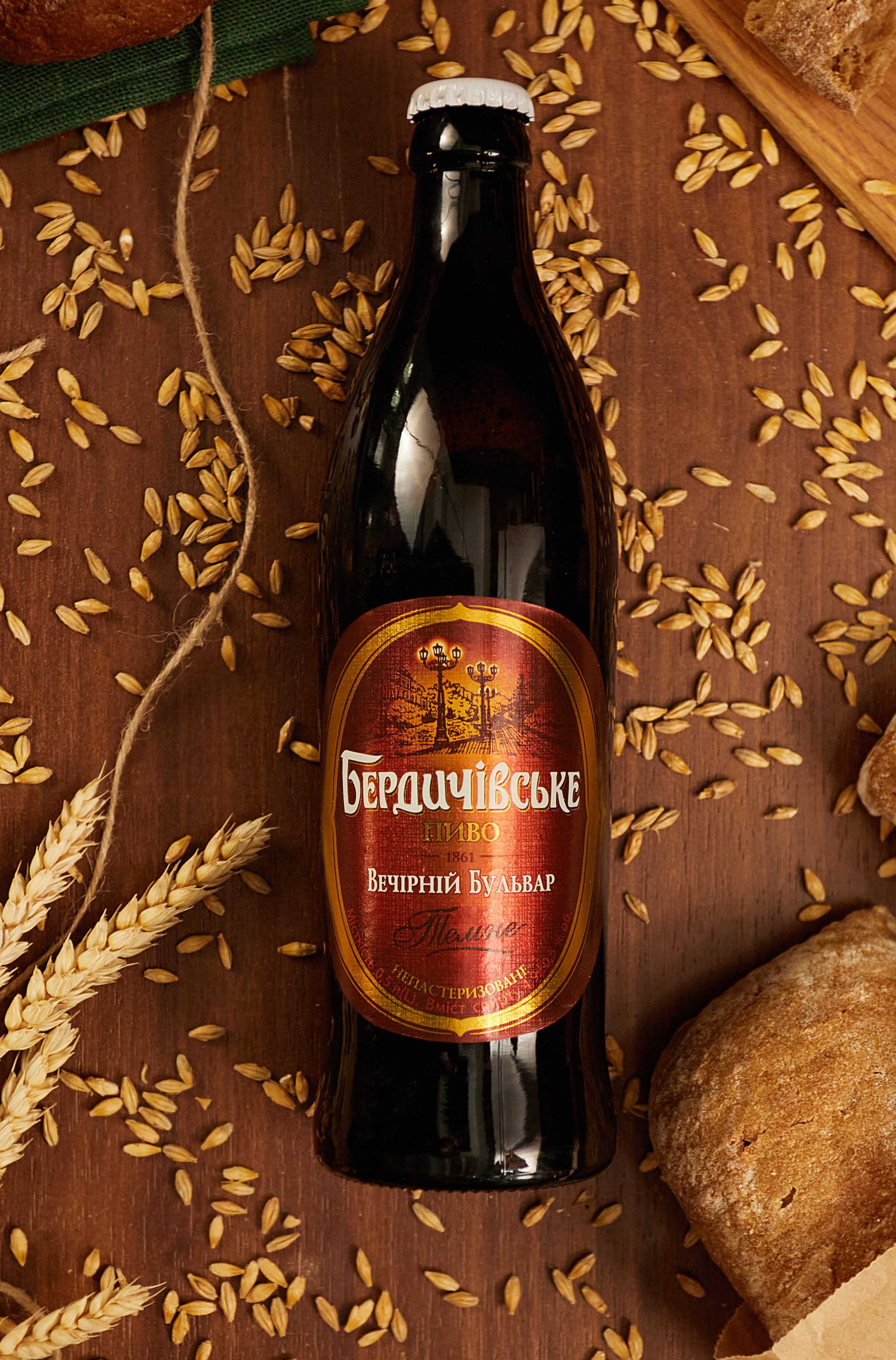
«Бердичівське Вечірній Бульвар»

## Нагороди

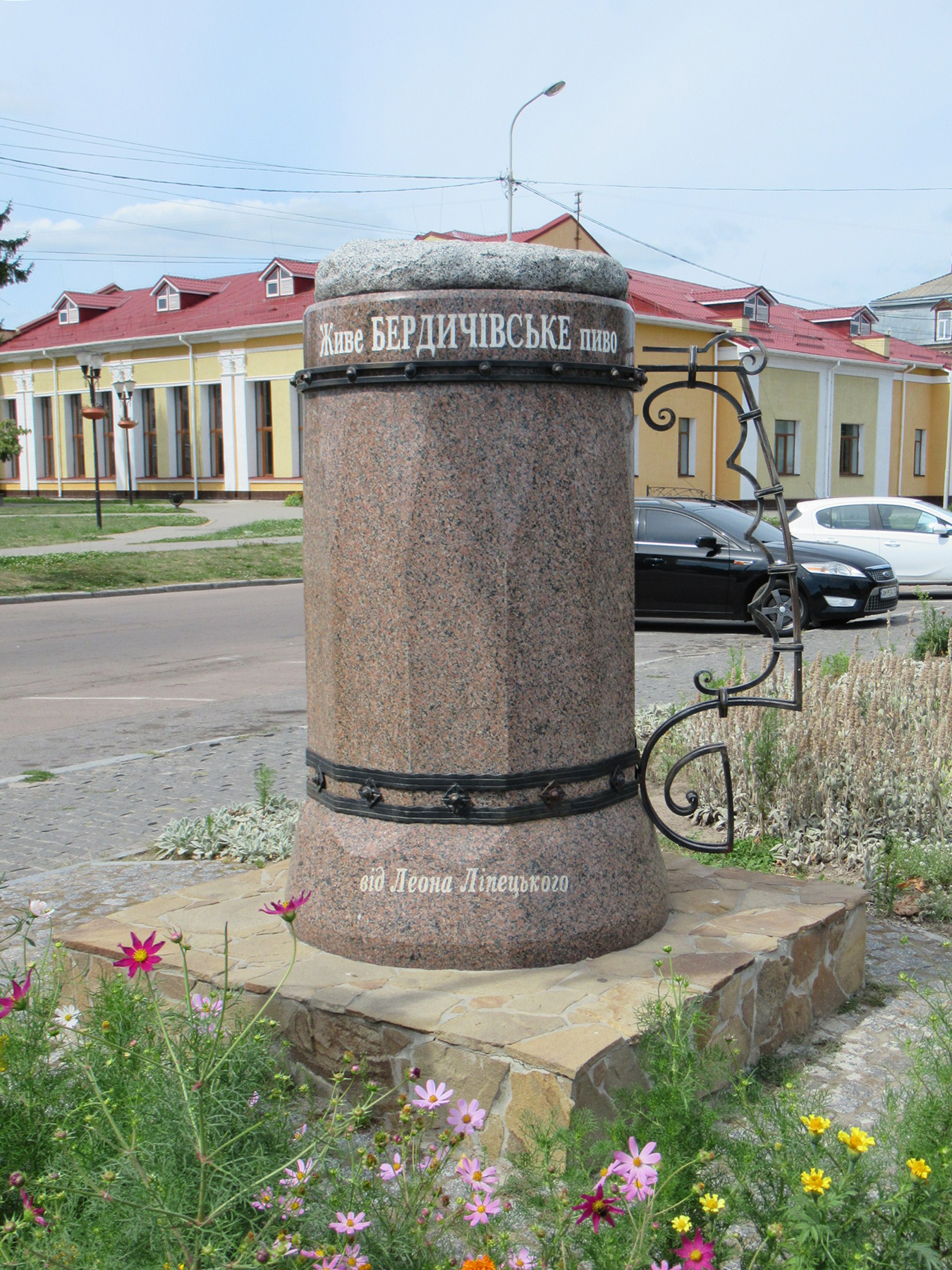
пам'ятник бердичівському пиву на Центральній площі Бердичева, встановлений у 2014

- Підприємство є регулярним учасником професійних конкурсів пива, за час участі у яких продукція ТОВ «Бердичівський пивоварний завод» отримала понад 30 нагород.[2]
- Продукція підприємства визнавалася лауреатом Всеукраїнського конкурсу якості «100 найкращих товарів України».[2]
- Голова правління ТОВ «Бердичівський пивоварний завод» Л. Р. Ліпецький — кавалер ордена «За заслуги» III ступеня.